# Lancia LC2
El Lancia LC2 (a veces denominado Lancia-Ferrari) era una serie de coches de carreras construidos por el fabricante de automóviles italiano Lancia y propulsados por motores fabricados por su empresa hermana Ferrari. Fueron parte del esfuerzo oficial respaldado por la fábrica de Lancia en el Campeonato Mundial de Autos Deportivos de 1983 a 1986, aunque continuaron siendo utilizados por equipos privados hasta 1991. También fueron el primer automóvil de la compañía que cumplió con las nuevas regulaciones del Grupo C de la FIA para prototipos deportivos.
Más potentes que su principal competencia, los Porsche 956, los LC2 lograron múltiples poles durante sus tres temporadas y media con el equipo oficial Martini Racing. Sin embargo, las deficiencias en confiabilidad y consumo de combustible obstaculizaron los esfuerzos de los LC2 por ganar carreras contra los Porsche. Los LC2 obtuvieron tres victorias a lo largo de su vida en manos de los pilotos italianos Teo Fabi, Riccardo Patrese, Alessandro Nannini, Mauro Baldi, Hans Heyer y Bob Wollek.

## Desarrollo
En 1982 se introdujo el nuevo reglamento del Grupo C en el Campeonato del Mundo. Este conjunto de reglas requería que los equipos usaran autos estilo cupé que debían cumplir con un estándar de economía de combustible exigido a 100 kilómetros (62,1 mi) por cada 60 litros (15,9 galAm) de combustible. El Lancia LC1, que había sido construido según las antiguas regulaciones del Grupo 6, compitió inicialmente en 1982, pero tuvo que ser reemplazado para que Lancia ganara puntos de constructores en el Campeonato Mundial, ahora abiertos a los autos del Grupo C solo en 1983. Además del hecho de que el LC1 tenía una cabina abierta, el motor Lancia turboalimentado de cuatro cilindros en línea que había sido utilizado no era capaz de lograr la economía de combustible necesaria en las nuevas regulaciones del Grupo C, lo que obligó a Lancia a buscar también un nuevo motor. Bajo la dirección de Cesare Fiorio, Lancia comenzó a trabajar en la sustitución del LC1.

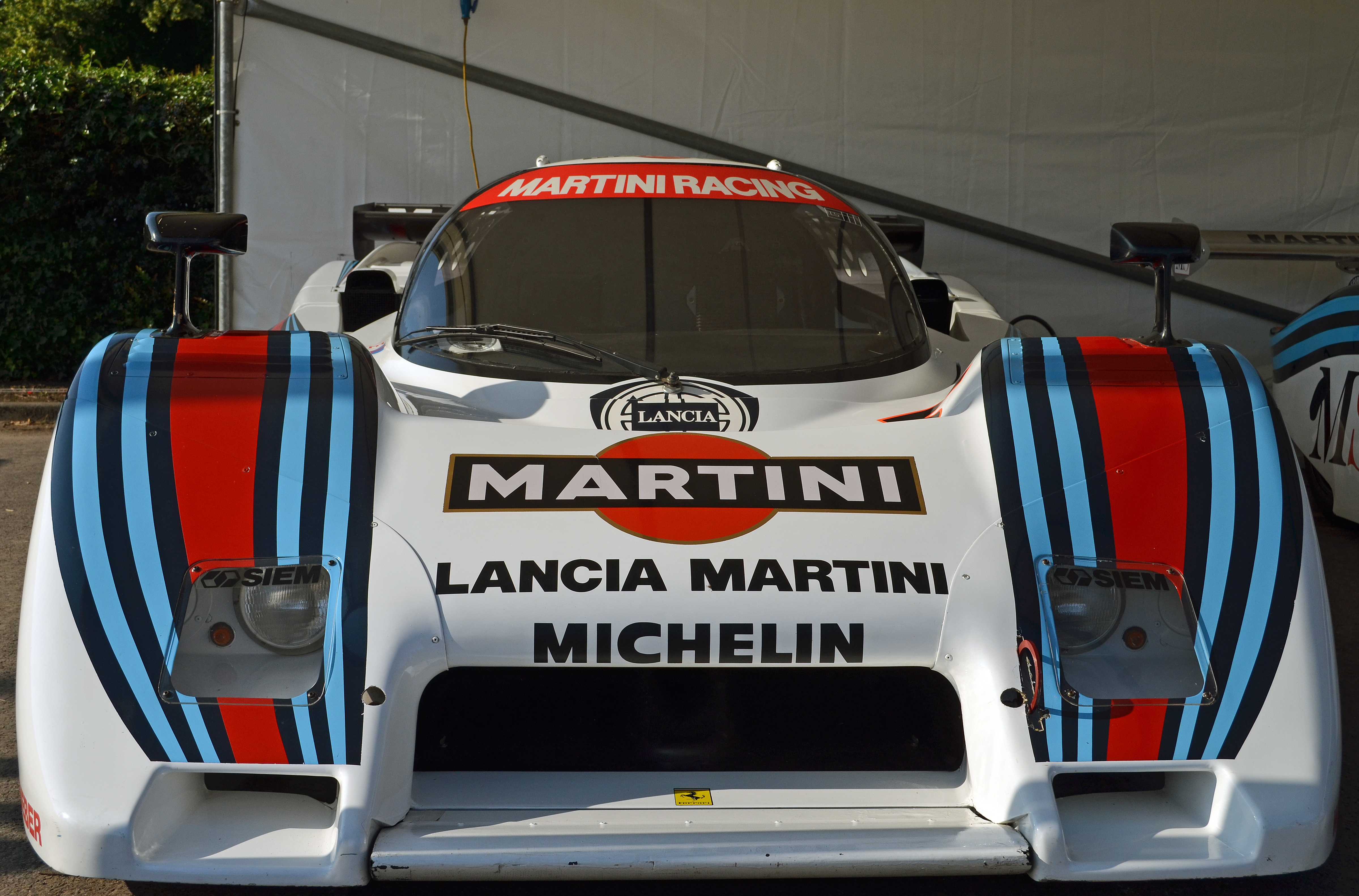
La gran abertura del radiador en la parte delantera de un LC2. Los conductos adicionales de refrigeración de los frenos se encuentran debajo de los faros.

Lancia carecía de un motor de producción lo suficientemente grande como para basar un motor de carreras, lo que obligó a la empresa a recurrir a fuentes externas. Dado que Lancia era propiedad del Grupo Fiat, pudieron buscar la ayuda de Ferrari, otra empresa de Fiat. Ferrari permitió a Lancia adaptar el nuevo motor atmosférico de 3 litros (183 plg³) V8 de cuatro válvulas, el cual se introdujo en el Ferrari 308 GTBi QV en 1982. El desarrollo del motor fue confiado por Enzo Ferrari a Nicola Materazzi, entonces ingeniero jefe del departamento de carreras. El desarrollo se realizó en paralelo con el del F114B que impulsa el GTO y a ambos motores, que estaban pensados para un alto rendimiento, con la diferencia de que el motor GTO usaría turbos IHI para carretera. La arquitectura básica del motor se rediseñó en gran medida para fines de carreras y se redujo su capacidad a 2,6 litros (159 plg³) y se agregaron dos turbocompresores KKK para ayudar al motor a proporcionar la economía de combustible y la potencia necesarias. La cilindrada específica se eligió debido a la posibilidad de utilizar el mismo motor en la serie CART norteamericana. Inicialmente, el motor estaba conectado a una caja de cambios manual Hewland de cinco velocidades, pero más tarde fue reemplazada por una unidad con carcasa Abarth en 1984.
El trabajo de diseño del chasis se dividió entre los fabricantes italianos especializados en coches de carreras Abarth y Dallara. Este último construyó el monocasco de aluminio, la carrocería de kevlar y fibra de carbono en su fábrica. El LC2 presentaba una gran entrada para los radiadores en el centro del morro del automóvil, al igual que el LC1, a diferencia de los Porsche 956 contemporáneos que extraían todo el aire desde atrás y hacia los lados de la cabina. Este aire también se dirigía a través de la carrocería lateral para alimentar los intercoolers de los turbocompresores. Las entradas para los conductos de refrigeración de los frenos traseros también se integraron en la carrocería lateral del vehículo, inmediatamente detrás de las puertas. En la parte trasera, se adaptó un diseño de estilo pontón a los guardabarros con el ala grande que cruza los pontones. Los difusores traseros salían entre los pontones y debajo del ala. 
Los LC2 se modificaron a lo largo de su vida útil, y cada temporada se realizaron multitud de modificaciones en la aerodinámica de los coches, incluida la adaptación de las entradas de los conductos de freno debajo de los faros. El Ferrari V8 fue modificado en 1984, elevando la cilindrada a 3,0 litros en un intento de aumentar la confiabilidad y la potencia, mientras que la electrónica mejorada del motor de Magneti Marelli permitió que el motor más grande usara la misma cantidad de combustible que la versión anterior. El motor desarrolló poco menos de 840 HP a 9000 rpm con enormes 800 lb. -pie. a 4.800 rpm, los turbos gemelos KKK funcionaban con un impulso de 3,0 bares y empezaban a funcionar a partir de 3.000 rpm. En total, se construyeron siete LC2 bajo la dirección de Lancia, mientras que otros dos se construyeron para Gianni Mussato sin respaldo oficial una vez finalizado el programa.
Una vez finalizado el programa, Abarth adquirió un LC2 y lo equipó con el motor Alfa Romeo Tipo 1035 V10 de 3,5 litros del Alfa Romeo 164 Procar, y lo desarrolló bajo el nombre del proyecto SE047. El SE047 fue uno de los primeros desarrollos del proyecto Alfa Romeo SE 048SP en 1988.

## Historia de las carreras

### 1983

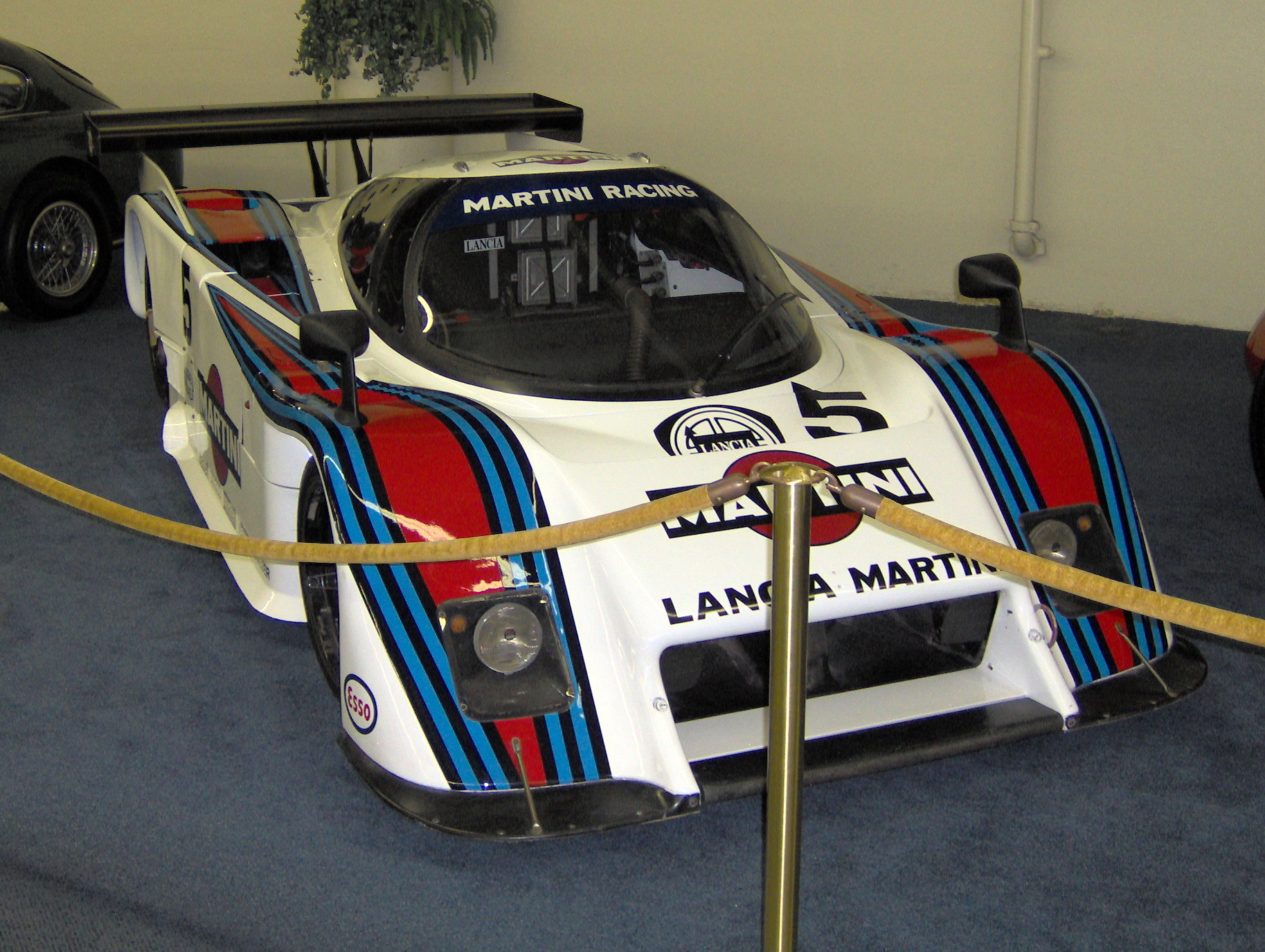
El LC2 en su forma de 1983

Los LC2 hicieron su debut a principios de la temporada 1983, circulando bajo el nombre de Martini Racing y pintados con los colores de Martini & Rossi, además de utilizar inicialmente neumáticos radiales italianos Pirelli. La primera carrera de la temporada fue también la prueba de casa de Lancia, los 1.000 km de Monza. El LC2 demostró ser más potente que los 956, logrando la pole position por casi un segundo sobre el 956 de Joest Racing. Sin embargo, los problemas con los neumáticos sacaron al Lancia líder de la carrera y el segundo coche del equipo terminó doce vueltas detrás del 956 ganador. Los problemas de neumáticos y la fiabilidad del motor obstaculizaron a los LC2 durante toda la temporada; Los neumáticos Pirelli finalmente fueron reemplazados por neumáticos cruzados británicos Dunlop. Ninguno de los coches consiguió volver a terminar una carrera hasta la quinta prueba, la de 6 Horas de Spa-Francorchamps. Allí terminaron los dos Martini Racing LC2 y el privado Mirabella LC2, pero sólo después de sufrir varias dificultades que los dejaron fuera de la carrera al principio. Los LC2 finalmente corrieron de manera confiable en la prueba del Campeonato Europeo de Resistencia en Brands Hatch, donde Michele Alboreto y Riccardo Patrese terminaron cuartos. Lancia decidió no participar en el evento World Sportscar en Japón, y en cambio, corrió en el evento europeo de resistencia en Imola. La elección dio sus frutos, ya que Teo Fabi y Hans Heyer consiguieron para el LC2 su primera victoria, aunque el equipo oficial Porsche no había participado en este evento. Lancia terminó la temporada con segundos puestos consecutivos en Mugello y Kyalami. Incluso con sus dificultades, Lancia consiguió el segundo puesto en el Campeonato Mundial de Constructores, aunque sólo obtuvo 32 puntos frente a los 100 de Porsche.

### 1984

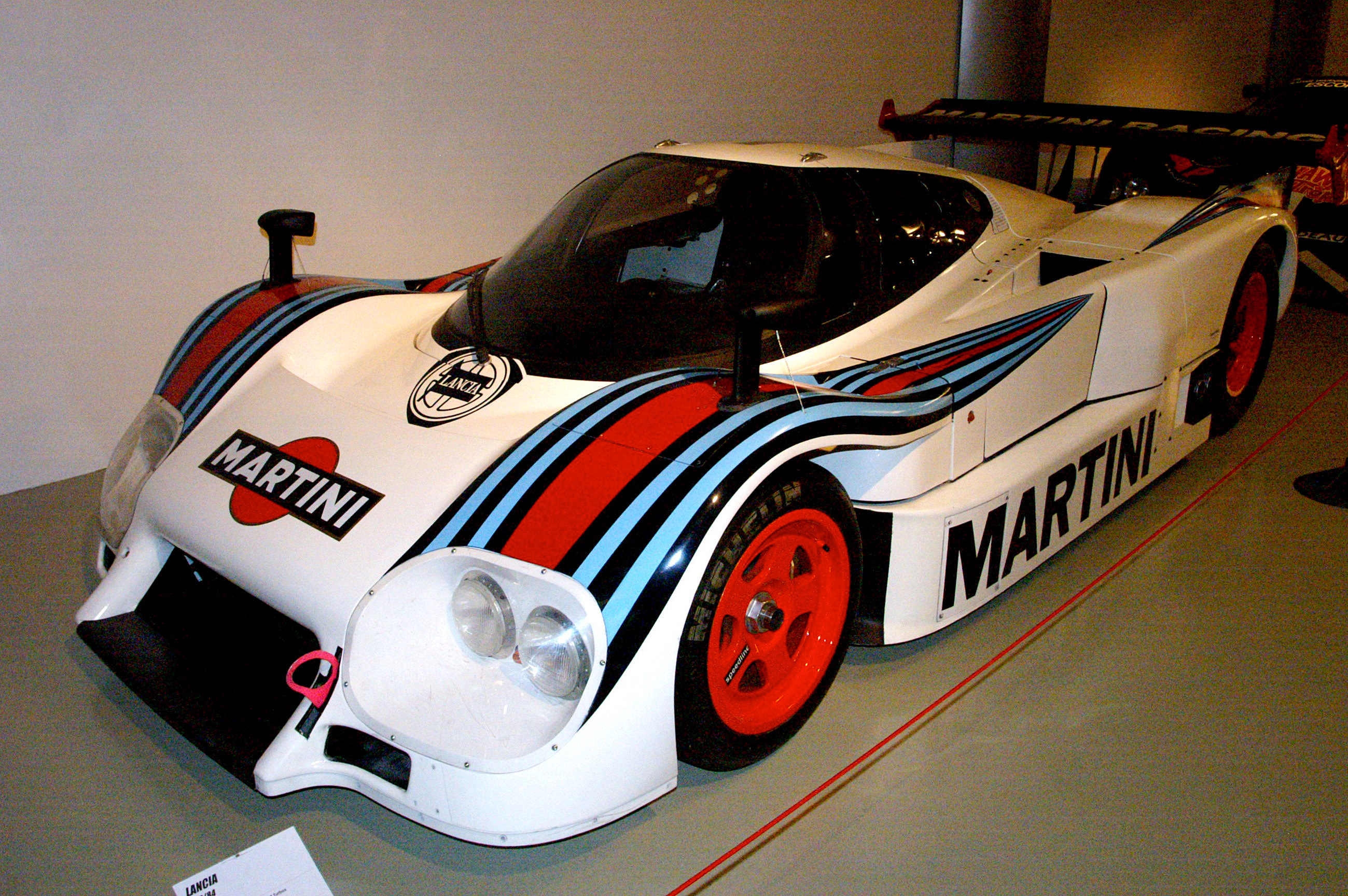
Un LC2 de 1984 con carrocería revisada.

Los LC2 revisados aparecieron una vez más en los 1.000 km de Monza al comienzo de la temporada 1984, con una suspensión rediseñada para funcionar con los neumáticos Dunlop. Lancia abrió la temporada con un podio, seguido de otra pole position en el rápido circuito de Silverstone, donde los 6 Horas de Silverstone condujeron a un cuarto puesto. Para las 24 Horas de Le Mans, ambos coches se clasificaron en la primera fila en ausencia del equipo Rothmans Porsche, siendo la pole de Bob Wollek de 3:17.11 unos 11 segundos más rápido que los Porsche 956 más rápidos de Joest Racing que ocuparon la primera fila. En la segunda fila, Wollek y Nannini lideraron a mitad de carrera después de batallas con el Kremer Porsche de Vern Schuppan (el ganador defensor de la carrera) y Alan Jones, solo para que problemas con las cajas de cambios de ambos autos hicieran perder el liderato al equipo. Wollek y Nannini al menos demostraron la fiabilidad potencial del LC2 al completar toda la distancia de carrera y terminar en octava posición, con Nannini marcando la vuelta más rápida de la carrera con 3:28.90. El equipo también participó en la carrera con un LC2 privado para los pilotos Pierluigi Martini, Xavier Lapeyre y Beppe Gabbiani. Este coche sufrió un grave accidente en la clasificación y la mayoría de los observadores creyeron que sería necesario reparar un chasis nuevo. Como el Automobile Club de l'Ouest prohibía cambiar un chasis, el coche fue reparado a tiempo para calificar y competir, aunque persistían los rumores de que Lancia había roto las reglas y había utilizado un nuevo chasis para reemplazar el original.
El equipo se tomó un breve descanso después de Brands Hatch y regresó a Imola una vez más, pero no pudieron repetir su actuación anterior y ambos coches se estrellaron. Lancia volvió a saltarse el Fuji en Japón y regresó para la ronda Sudafricana en Kyalami, donde Patrese y Nannini lideraron un final de 1-2. Aunque el LC2 obtuvo su segunda victoria, ninguno de los principales equipos Porsche asistió al evento en protesta por las leyes de apartheid del país. Incapaz de competir más por los campeonatos de constructores o pilotos, el equipo no asistió a la última ronda del año en Sandown Park en Melbourne, Australia. Aunque los coches eran rápidos, a lo largo del año el Autocourse concluyó que el equipo había tenido tantos problemas diferentes que la causa debía ser una mala preparación.

### 1985
1985 fue un año en el que Martini Racing necesitaba demostrar las potenciales capacidades ganadoras del LC2 para que Lancia pudiera seguir financiando un proyecto que hasta el momento había tenido un éxito limitado. Los coches se revisaron más a fondo y funcionaban con neumáticos radiales Michelin. La temporada comenzó con un LC2 logrando la pole position en Mugello con 1,7 segundos de ventaja sobre el Porsche oficial. Aunque el motor del coche de la pole position no aguantó, el otro coche del equipo acabó cuarto. Para los 1000km de Monza, los LC2 estaban casi cuatro segundos por delante del Porsche más cercano en la clasificación y lideraron la carrera desde el principio. Sin embargo, mientras Patrese y Nannini estaban en tercer lugar y en la misma vuelta que los líderes, un árbol cayó sobre la pista y provocó que la carrera se detuviera antes de tiempo. Una vez más, en la pole en Silverstone, uno de los LC2 estaba en cabeza de la carrera hasta que un fallo en el rodamiento de una rueda en las últimas vueltas obligó a Nannini a entrar en boxes, perdiendo el liderato. Aunque los LC2 no consiguieron la pole en Le Mans, lideraron la carrera desde el principio. Los problemas de fiabilidad obligaron nuevamente al equipo a perder el liderato. Finalmente terminaron la carrera en sexto y séptimo lugar. Un fallo en la bomba de combustible también dejó al equipo fuera de competición en Hockenheimring.

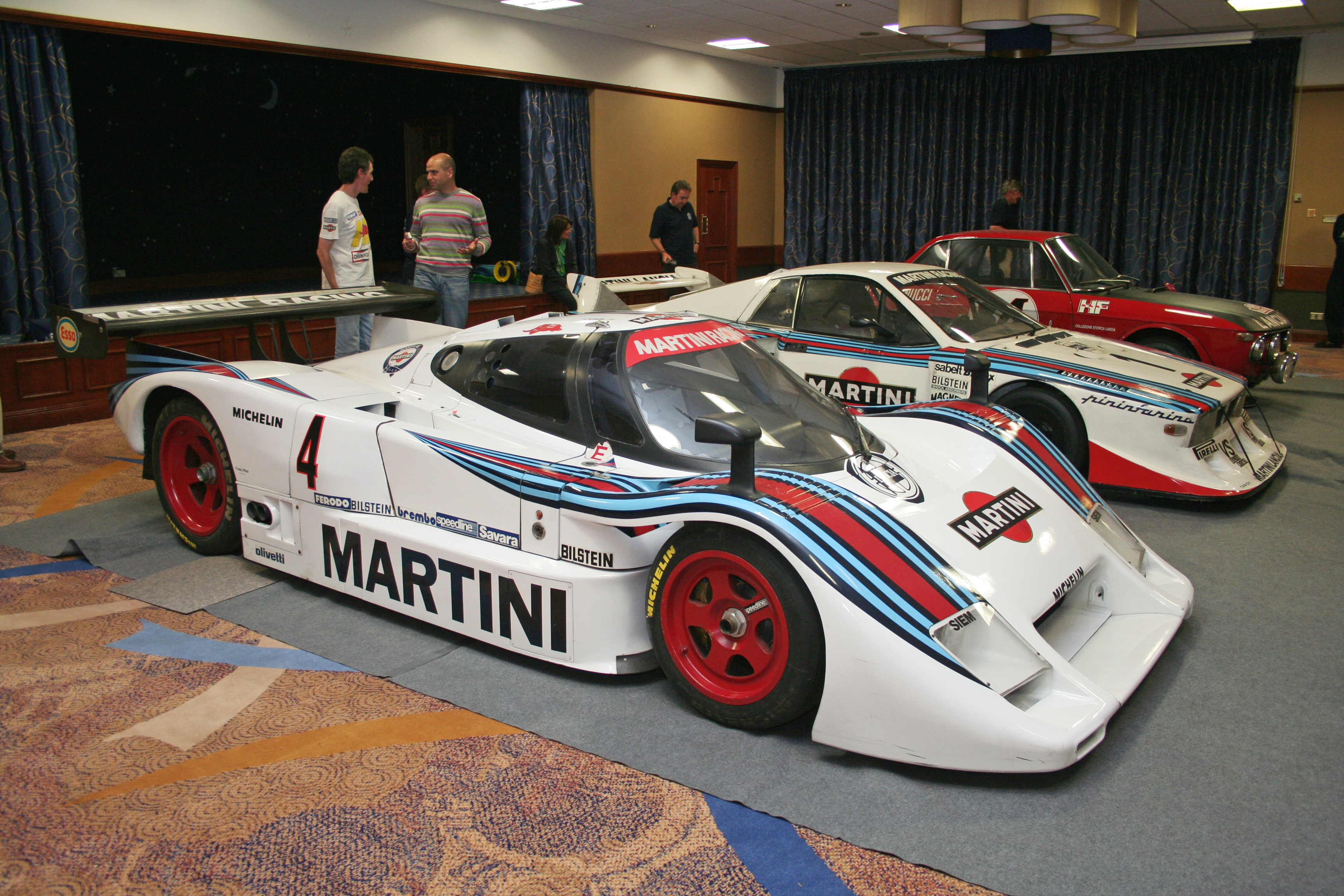
Un LC2 en su forma final fue utilizado por el equipo de fábrica en 1985 y 1986.

El equipo fue competitivo durante toda la carrera en Spa, con el LC2 de Wollek, Patrese y Mauro Baldi liderando el Porsche de fábrica hacia el final del evento. El Lancia iba en cabeza cuando los organizadores de la carrera decidieron finalizar la carrera por respeto al piloto Stefan Bellof, que había muerto en un accidente anteriormente. Incluso con la carrera acortada, Lancia pudo celebrar su primera victoria sobre el equipo oficial Rothmans Porsche. El siguiente evento, los 1.000 km de Brands Hatch, los LC2 lideraron el camino hacia una posible victoria, solo para chocar entre sí y terminar tercero y cuarto. Una vez más incapaz de desafiar a Porsche en el campeonato, Lancia decidió no participar en las dos últimas rondas. Sin embargo, aun así obtuvieron el segundo puesto en el Campeonato de Equipos, justo por delante del privado Joest Racing Porsche.

### 1986
Al ver algo de potencial restante en el LC2, Lancia permitió que el proyecto continuará hasta 1986, pero sólo como un esfuerzo de un solo automóvil. El año comenzó con una prueba de sprint en Monza, en la que la velocidad del LC2 le permitió ocupar el segundo lugar, a menos de un minuto del ganador Rothmans Porsche. Sin embargo, en la primera prueba de resistencia en Silverstone volvieron a aparecer los problemas de fiabilidad del LC2, ya que según el equipo, la bomba de combustible falló y el coche no pudo terminar. Según la revista Autosport, de hecho el coche se quedó sin combustible después de los retrasos y el equipo puso los neumáticos más blandos disponibles en el coche y empleó un impulso de clasificación para conseguir el récord de vuelta. Sintiendo que los coches todavía no eran lo suficientemente fiables ni lo suficientemente eficientes en combustible para competir con el evolucionado Porsche 962 C, Lancia determinó que ya no valía la pena apoyar el proyecto y Martini Racing se retiró del campeonato. En cambio, Lancia centró toda su atención en sus esfuerzos en el Campeonato Mundial de Rally.